# BU-550
La Carretera BU-550 es una vía terrestre autonómica de Castilla y León, en la provincia de Burgos , comarca de Merindades. Discurre entre Trespaderne  N-629  y el límite provincial (valle de Mena) con Álava en Arceniega, continuando bajo la denominación  A-2602 .
Corresponde a la  Red Complementaria Preferente , tiene un ancho de calzada de siete metros, con trazado paralelo al río Jerea , afluente del Ebro en Cillaperlata, hasta alcanzar el puerto de Angulo (700 m s. n. m.), pasando a la vertiente cantábrica de la cuenca del río Cadagua en el valle de Mena.

## Inicio
Comienza en la localidad burgalesa de Trespaderne: 
- N-629 , que discurre entre Colindres (Cantabria) y la  N-232  cerca de Cereceda
- BU-530 , que lleva al valle de Tobalina, hacia el este.

## Trazado

### Término de Trespaderne
- PK-2,5 Santotís :
  - Cruce a la derecha:  BU-V-5502  a Virués, alcanzando la  BU-530  en Santocildes (valle de Tobalina).
  - Cruce a la izquierda:  BU-V-5501  que nos conduce a Arroyuelo.
- PK-5 Cadiñanos.

### Valle de Tobalina
- PK-7 Pedrosa de Tobalina:
  - Cruce a la derecha:  BU-532  a Extramiana concluyendo en las proximidades de Barcina del Barco (valle de Tobalina).

### Merindad de Cuesta-Urria
- PK-9,5 Cruce a la izquierda: Camino de acceso a Valujera.
- PK-10,5 Cruce a la izquierda:  BU-V-5503  a Lechedo, concluyendo en Hierro(Merindad de Cuesta-Urria).
- PK-11 Quintana Entrepeñas.

### Término de Medina de Pomar
- PK-15 Cruce a la izquierda:  BU-V-5511   a Criales, concluyendo en la  BU-551  cerca de Villatomil(Medina de Pomar) .
  - Cruce a la izquierda:  BU-551  que nos lleva a Medina de Pomar en la nacional  N-629 .

### Valle de Losa
- PK-17  Quintanilla la Ojada:
  - Cruce a la izquierda:  BU-V-5507   a Castriciones, concluyendo en Momediano(Medina de Pomar).
- PK-18 Cruce a la derecha:  BU-553  a San Millán de San Zadornil atravesando la provincia de Álava ,  A-2622  .
- PK-19 San Pantaleón de Losa .
- Río de Losa , a la izquierda.
- Villaluenga , travesía.
- San Llorente .
- El Cañón , cruce con la  BU-552  : El Crucero de Montija en la  N-234  a Berberana en la  CL-625  .
- Cruce a la derecha: camino de acceso a Baró.

### Valle de Mena
- PK-33  Puerto y túnel de Angulo[1] (725 m s. n. m.).
- Cruce a la derecha:  BU-V-5002  de acceso a varias localidades del  Valle de Angulo .
- Cruce a la izquierda:  BU-V-5541  de acceso a Santa Olaja en el valle de Mena .
- Cruce a la derecha: BU-V-5508 de acceso a Lorcio en el valle de Mena .
- Cruce a la izquierda: BU-V-5509 de acceso a Ciella , concluyendo en Cirión , también en el valle de Mena .
- Límite entre la  Provincia de Burgos   y la  Provincia de Álava  .

## Final
Una vez rebasado el límite provincial, en este caso coincidente con el autonómico, continúa como  A-2602  en dirección a la localidad de Arceniega. Antes, en la localidad de Gordeliz, empalma con la  BU-554  (denominada  A-3636  en el breve tramo alavés) que conduce a la  CL-629  en Mercadillo.